# Jordin Sparks

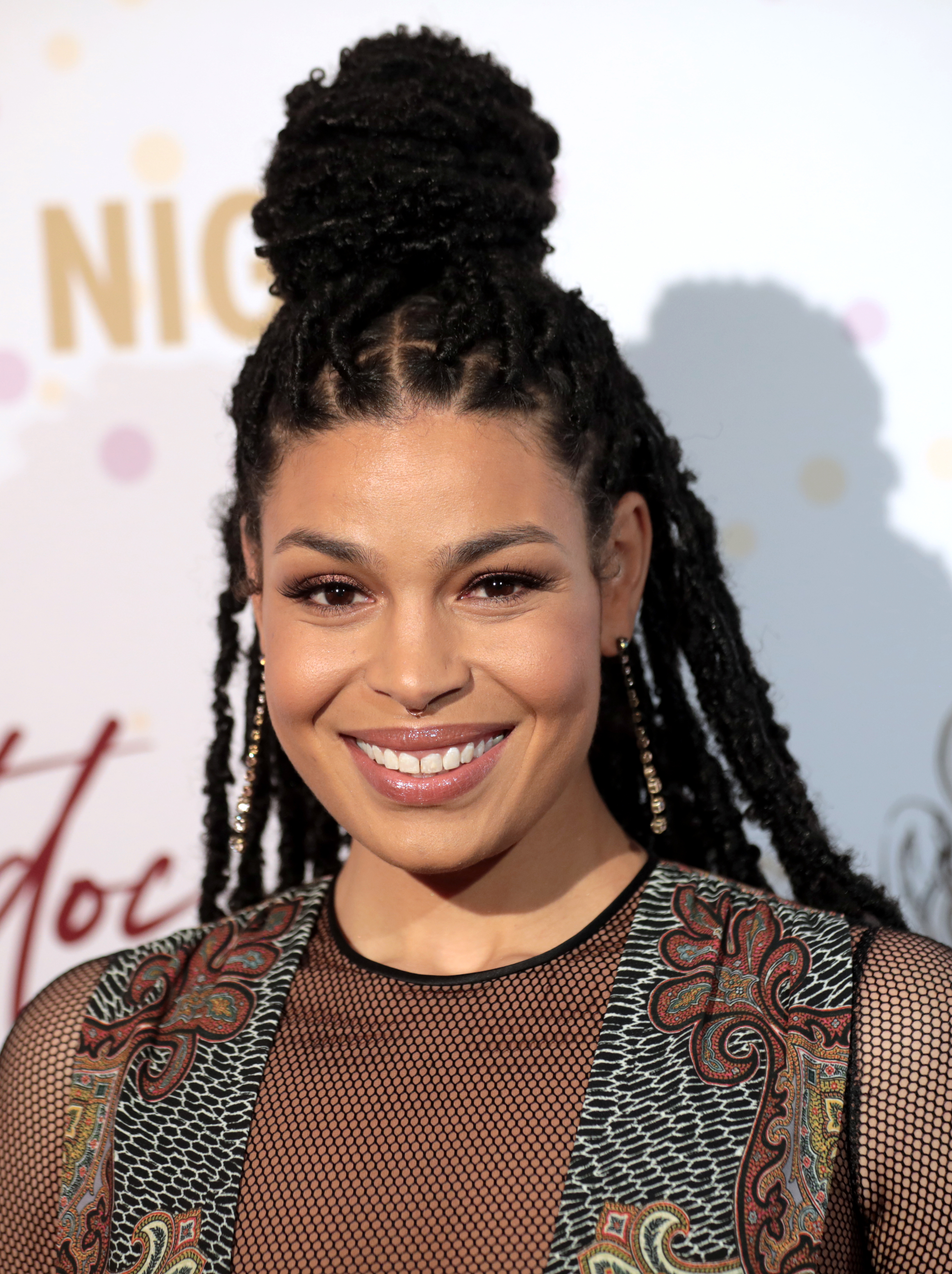
Jordin Sparks (2022)

Jordin Brianna Sparks (* 22. Dezember 1989 in Phoenix, Arizona) ist eine US-amerikanische Sängerin.
Im Jahr 2007 gewann sie die sechste Staffel von American Idol und ist nach Kelly Clarkson die einzige Gewinnerin, die auch in Deutschland Erfolg hatte.

## Leben
Sparks ist die einzige Tochter der deutschstämmigen Jodi Wiedmann und des Afroamerikaners Phillippi Sparks, einem ehemaligen Footballspieler, der in der NFL für die New York Giants und Dallas Cowboys spielte. Sie hat einen jüngeren Bruder: Phillippi Sparks junior, genannt PJ. Bis Oktober 2014 war sie mit dem Sänger Jason Derulo liiert.
Sie sang beim Super Bowl XLII sowie beim NBA All-Star Game 2009 die amerikanische Nationalhymne.
Die erste Single von Sparks in den USA war This Is My Now. Sie konnte dort Platz 15 erreichen. Mit ihrer ersten weltweiten Single Tattoo erreichte Sparks Platz 8 der US-Charts und die Top 40 in anderen Ländern. Noch erfolgreicher war die zweite Single No Air zusammen mit Chris Brown, die es bis auf Platz drei schaffte. 2008 sangen die beiden den Hit bei der Top-8-Show von American Idol. Sie erhielt nach dem Auftritt Platin-Schallplatten für ihre Lieder Tattoo und No Air. One Step At The Time wurde die vierte Single.

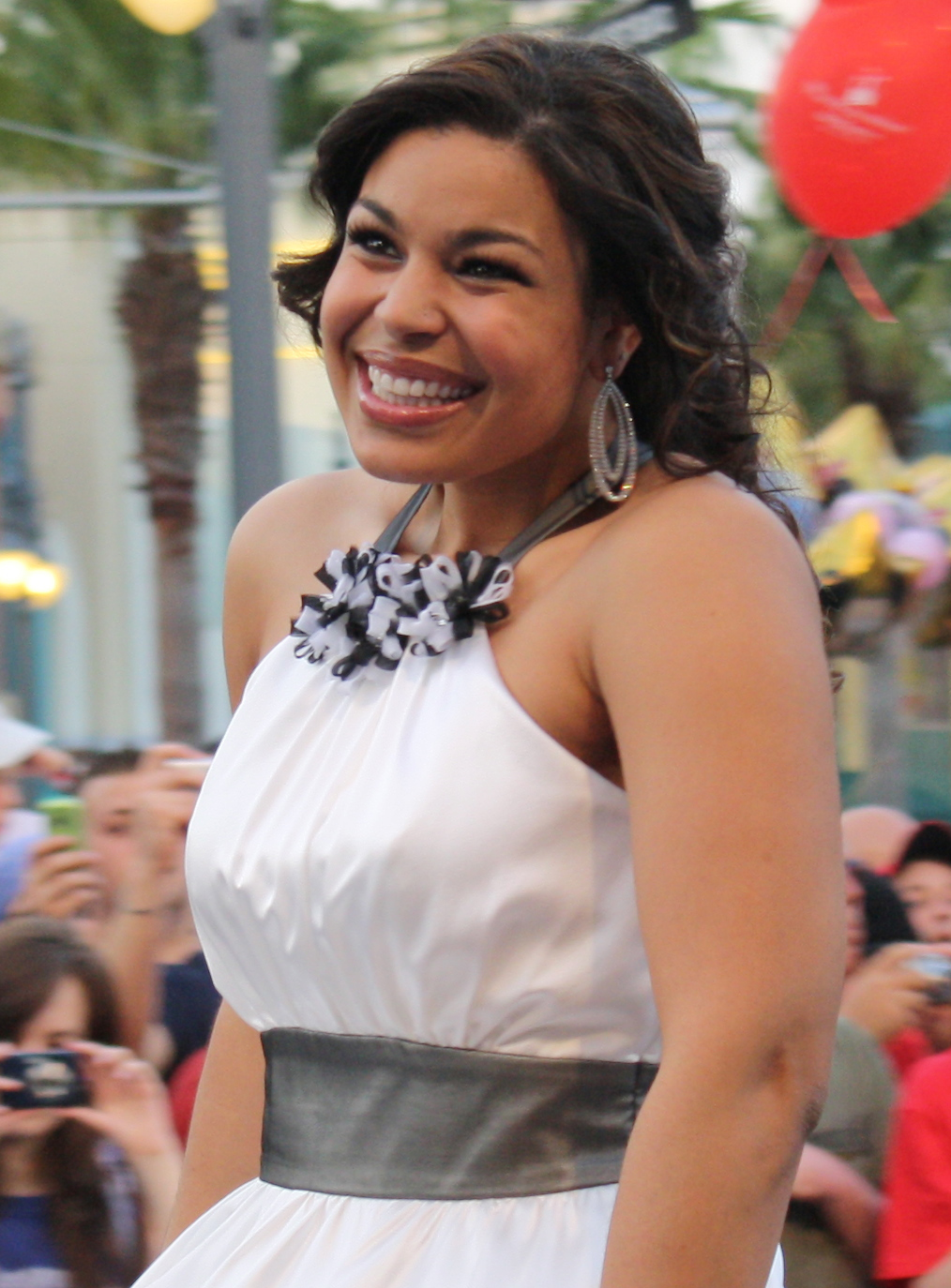
Jordin Sparks (2009)

Ihr Debütalbum Jordin Sparks wurde ebenfalls mit einer Platin-Schallplatte ausgezeichnet (über 1.000.000 Verkäufe). Die Single No Air war auch international sehr erfolgreich, besonders in den englischsprachigen Ländern. In Großbritannien erreichte sie Platz drei, in Australien und Neuseeland kam sie bis auf Platz eins.
2009 erschien ihr zweites Album Battlefield. Vorher wurde die gleichnamige Single veröffentlicht und konnte in den USA Platz zehn und weitere Top-40-Platzierungen erreichen. Im Gegensatz zur Single war das Album ein Flop. Bis heute wurden nur 600.000 Exemplare verkauft. Die zweite Single SOS (Let The Music Play) konnte in Großbritannien Platz 13 erreichen. Im Januar 2010 wurde als dritte Single Don’t Let It Go To Your Head veröffentlicht, die sich aber nicht in den Charts platzieren konnte.
2010 übernahm Sparks für einige Wochen die Rolle der Nina im Broadway-Musical In the Heights.
In einer Gastrolle bei der Band und deren gleichnamigen Serie Big Time Rush spielte sie sich selbst. Sie produzierte mit ihnen den Song Count On You.
2012 drehte Sparks den Film Sparkle mit Whitney Houston. Zum Film wurde auch ein Soundtrack veröffentlicht, der neue Songs von Sparks beinhaltete.
2013 spielte sie in Mister & Pete gegen den Rest der Welt (The Inevitable Defeat of Mister & Pete) an der Seite von Jennifer Hudson, Anthony Mackie und Jeffrey Wright.
Ihr drittes Album erschien Mitte 2015 und trägt den Titel Right Here, Right Now. Als erste Single daraus wurde It Ain’t You am 16. Dezember 2014 veröffentlicht.

## American Idol
Am 23. Mai 2007 gewann Sparks die sechste Staffel der Castingshow American Idol. Im Finale setzte sie sich gegen Blake Lewis durch.

### Auftritte
| Show      | Lied                                                                | Originalinterpret                                |
| --------- | ------------------------------------------------------------------- | ------------------------------------------------ |
| Audition  | Because You Loved Me                                                | Céline Dion                                      |
| Hollywood | Some Kind of Wonderful                                              | Soul Brothers Six                                |
| Top 24    | Give Me One Reason                                                  | Tracy Chapman                                    |
| Top 20    | Reflection                                                          | Christina Aguilera                               |
| Top 16    | Heartbreaker                                                        | Pat Benatar                                      |
| Top 12    | If We Hold On Together                                              | Diana Ross                                       |
| Top 11    | I (Who Have Nothing)                                                | Tom Jones/Shirley Bassey                         |
| Top 10    | Hey Baby                                                            | No Doubt                                         |
| Top 9     | On a Clear Day                                                      | Tony Bennett                                     |
| Top 8     | Rhythm is Gonna Get You                                             | Gloria Estefan                                   |
| Top 7     | A Broken Wing                                                       | Martina McBride                                  |
| Top 6 (1) | You’ll Never Walk Alone                                             | Rodgers und Hammerstein                          |
| Top 6 (2) | Livin’ on a Prayer                                                  | Bon Jovi                                         |
| Top 4     | To Love Somebody Woman in Love                                      | Bee Gees Barbra Streisand/Bee Gees               |
| Top 3     | Wishing on a Star She Works Hard for the Money I (Who Have Nothing) | Rose Royce Donna Summer Shirley Bassey           |
| Finale    | Fighter A Broken Wing This is My Now                                | Christina Aguilera Martina McBride Jordin Sparks |

## Diskografie

### Studioalben
| Jahr | Titel                 | Höchstplatzierung, Gesamtwochen, AuszeichnungChartplatzierungen (Jahr, Titel, Platzierungen, Wochen, Auszeichnungen, Anmerkungen) | Höchstplatzierung, Gesamtwochen, AuszeichnungChartplatzierungen (Jahr, Titel, Platzierungen, Wochen, Auszeichnungen, Anmerkungen) | Höchstplatzierung, Gesamtwochen, AuszeichnungChartplatzierungen (Jahr, Titel, Platzierungen, Wochen, Auszeichnungen, Anmerkungen) | Höchstplatzierung, Gesamtwochen, AuszeichnungChartplatzierungen (Jahr, Titel, Platzierungen, Wochen, Auszeichnungen, Anmerkungen) | Höchstplatzierung, Gesamtwochen, AuszeichnungChartplatzierungen (Jahr, Titel, Platzierungen, Wochen, Auszeichnungen, Anmerkungen) | Anmerkungen                             |
| Jahr | Titel                 | DE | AT | CH | UK | US | Anmerkungen                             |
| ---- | --------------------- | --- | --- | --- | --- | --- | --------------------------------------- |
| 2007 | Jordin Sparks         | DE42 (4 Wo.)DE | AT41 (6 Wo.)AT | CH29 (11 Wo.)CH | UK17 Gold · (21 Wo.)UK | US10 Platin · (54 Wo.)US | Erstveröffentlichung: 20. November 2007 |
| 2009 | Battlefield           | DE68 (1 Wo.)DE | AT60 (1 Wo.)AT | CH52 (3 Wo.)CH | UK11 Gold · (6 Wo.)UK | US7 (11 Wo.)US | Erstveröffentlichung: 24. Juli 2009     |
| 2015 | Right Here, Right Now | — | — | — | — | US161 (1 Wo.)US | Erstveröffentlichung: 28. August 2015   |
| 2020 | Cider & Hennessy      | — | — | — | — | — | Erstveröffentlichung: 26. November 2020 |

### EPs
- 2006: For Now
- 2007: Jordin Sparks

### Mixtape
- 2014: ByeFelicia

### Singles
| Jahr | Titel Album                          | Höchstplatzierung, Gesamtwochen, AuszeichnungChartplatzierungen (Jahr, Titel, Album, Platzierungen, Wochen, Auszeichnungen, Anmerkungen) | Höchstplatzierung, Gesamtwochen, AuszeichnungChartplatzierungen (Jahr, Titel, Album, Platzierungen, Wochen, Auszeichnungen, Anmerkungen) | Höchstplatzierung, Gesamtwochen, AuszeichnungChartplatzierungen (Jahr, Titel, Album, Platzierungen, Wochen, Auszeichnungen, Anmerkungen) | Höchstplatzierung, Gesamtwochen, AuszeichnungChartplatzierungen (Jahr, Titel, Album, Platzierungen, Wochen, Auszeichnungen, Anmerkungen) | Höchstplatzierung, Gesamtwochen, AuszeichnungChartplatzierungen (Jahr, Titel, Album, Platzierungen, Wochen, Auszeichnungen, Anmerkungen) | Anmerkungen                                            |
| Jahr | Titel Album                          | DE | AT | CH | UK | US | Anmerkungen                                            |
| --- | ------------------------------------ | --- | --- | --- | --- | --- | ------------------------------------------------------ |
| 2007 | This Is My Now Jordin Sparks         | — | — | — | — | US15 (4 Wo.)US | Erstveröffentlichung: 24. Mai 2007                     |
| 2007 | Tattoo Jordin Sparks                 | DE19 (9 Wo.)DE | AT45 (7 Wo.)AT | — | UK24 Silber · (19 Wo.)UK | US8 Platin + Gold (Mastertone) · (31 Wo.)US                                                                                              | Erstveröffentlichung: 27. August 2007                  |
| 2008 | No Air Jordin Sparks                 | DE10 Gold · (22 Wo.)DE | AT8 (26 Wo.)AT | CH8 (29 Wo.)CH | UK3 ×2Doppelplatin · (39 Wo.)UK | US3 Platin + Platin (Mastertone) · (35 Wo.)US                                                                                            | Erstveröffentlichung: 11. Februar 2008 mit Chris Brown |
| 2008 | One Step at a Time Jordin Sparks     | DE55 (5 Wo.)DE | — | — | UK16 Silber · (9 Wo.)UK | US17 (21 Wo.)US | Erstveröffentlichung: 10. Juni 2008                    |
| 2009 | Battlefield                          | DE40 (6 Wo.)DE | AT47 (3 Wo.)AT | CH81 (2 Wo.)CH | UK11 Silber · (17 Wo.)UK | US10 (22 Wo.)US | Erstveröffentlichung: 12. Mai 2009                     |
| 2009 | SOS (Let the Music Play) Battlefield | — | — | — | UK13 (9 Wo.)UK | — | Erstveröffentlichung: 4. September 2009                |
| 2011 | I Am Woman -                         | — | — | — | — | US82 (1 Wo.)US | Erstveröffentlichung: 17. Mai 2011                     |
| Folgende Lieder erschienen nicht als Single, wurden aber durch das Album zum Download und Streaming bereitgestellt und konnten somit eine Platzierung erlangen: |                                      | | | | | |                                                        |
| |                                      | | | | | |                                                        |
| 2007 | I Who Have Nothing Jordin Sparks     | — | — | — | — | US80 (1 Wo.)US |                                                        |
| 2007 | A Broken Wing Jordin Sparks          | — | — | — | — | US66 (2 Wo.)US |                                                        |

Weitere Singles
- 2009: Art of Love
- 2010: Don’t Let It Go to Your Head
- 2011: The World I Knew
- 2012: Celebrate (mit Whitney Houston)
- 2014: It Ain’t You
- 2020: House Party (New Kids on the Block feat. Boyz II Men, Big Freedia, Naughty by Nature & Jordin Sparks)

## Auszeichnungen für Musikverkäufe
| Goldene Schallplatte - Australien - 2008: für das Album Jordin Sparks - 2008: für die Single One Step at a Time - Kanada - 2008: für das Album Jordin Sparks - 2008: für den Ringtone Tattoo - 2008: für den Ringtone No Air - Neuseeland - 2008: für die Single One Step at a Time - 2009: für die Single Battlefield - 2023: für das Album Battlefield - Schweden - 2008: für die Single No Air | Platin-Schallplatte - Australien - 2008: für die Single Tattoo - 2009: für die Single Battlefield - Dänemark - 2008: für die Single No Air - Kanada - 2008: für die Single Tattoo - 2008: für die Single No Air - Neuseeland - 2014: für die Single Art of Love - 2021: für das Album Jordin Sparks 2× Platin-Schallplatte - Australien - 2008: für die Single No Air - 2014: für die Single Art of Love - Norwegen - 2012: für die Single No Air 3× Platin-Schallplatte - Neuseeland - 2023: für die Single No Air |

Anmerkung: Auszeichnungen in Ländern aus den Charttabellen bzw. Chartboxen sind in ebendiesen zu finden.
| Land/RegionAuszeichnungen für Musikverkäufe (Land/Region, Auszeichnungen, Verkäufe, Quellen) | Silber     | Gold       | Platin       | Verkäufe  | Quellen                   |
| -------------------------------------------------------------------------------------------- | ---------- | ---------- | ------------ | --------- | ------------------------- |
| Australien (ARIA)                                                                            | —          | 2× Gold2   | 6× Platin6   | 490.000   | aria.com.au               |
| Dänemark (IFPI)                                                                              | —          | —          | Platin1      | 15.000    | hitlisten.nu/             |
| Deutschland (BVMI)                                                                           | —          | Gold1      | —            | 150.000   | musikindustrie.de         |
| Kanada (MC)                                                                                  | —          | 3× Gold3   | 2× Platin2   | 260.000   | musiccanada.com           |
| Neuseeland (RMNZ)                                                                            | —          | 3× Gold3   | 5× Platin5   | 142.500   | radioscope.net.nz NZ2 NZ3 |
| Norwegen (IFPI)                                                                              | —          | —          | 2× Platin2   | 20.000    | ifpi.no                   |
| Schweden (IFPI)                                                                              | —          | Gold1      | —            | 10.000    | sverigetopplistan.se      |
| Vereinigte Staaten (RIAA)                                                                    | —          | Gold1      | 4× Platin4   | 4.500.000 | riaa.com                  |
| Vereinigtes Königreich (BPI)                                                                 | 3× Silber3 | 2× Gold2   | 2× Platin2   | 1.800.000 | bpi.co.uk                 |
| Insgesamt                                                                                    | 3× Silber3 | 13× Gold13 | 22× Platin22 |           |                           |

## Musikvideos
| Jahr | Titel                         | Regisseur           |
| ---- | ----------------------------- | ------------------- |
| 2007 | Tattoo                        | Matthew Rolston     |
| 2008 | No Air                        | Chris Robinson      |
| 2008 | One Step at a Time            | Ray Kay             |
| 2008 | Tattoo (zweite Version)       | Scott Speer         |
| 2009 | Battlefield                   | Philip Andelman     |
| 2009 | S.O.S. (Let the Music Play)   | Chris Robinson      |
| 2009 | Art of Love                   | TWiN                |
| 2010 | We Are the World 25 for Haiti | Paul Haggis         |
| 2010 | Beauty and the Beast          | Philip Andelman     |
| 2011 | The World I Knew              | Christopher Alender |
| 2012 | Celebrate                     | Marcus Raboy        |